# Toxorhina (Toxorhina) brunniventris
Toxorhina (Toxorhina) brunniventris is een tweevleugelige uit de familie steltmuggen (Limoniidae). De soort komt voor in het Oriëntaals gebied.